# Aleksandra Bogucka
Aleksandra Bogucka, född 4 juni 2006 i Pisz, Polen, är en svensk fotbollsspelare som spelar för AIK.

## Karriär
Aleksandra Bogucka flyttade med sin familj vid 1,5 års ålder från Polen till Sverige och Stockholm. Bogucka inledde sin fotbollskarriär i moderklubben Sätra SK där hon spelade i ungdomslagen fram till 2018. Därefter blev det klubbyte för den då 12-åriga fotbollstalangen och den nya klubbadressen blev AIK. Mellan 2018 och 2024 följde en rad framgångsrika år i AIKs ungdomslag som 2024 kröntes med att Aleksandra och AIKs F-19 lag vann SM-guld. Det dröjde därefter inte länge innan det 1 A-lagskontraktet undertecknades med AIK inför säsongen 2025.